# Elekes Lajos
Elekes Lajos (Déva, 1914. november 11. – Budapest, 1982. május 21.) Kossuth-díjas magyar történész, egyetemi tanár, az MTA tagja. Felesége Földes Éva pedagógus.

## Életpályája
Egyetemi tanulmányait a budapesti tudományegyetemen végezte. 1937-ben szerzett bölcsészdoktori oklevelet. 1937-től a Magyar Országos Levéltárban gyakornok, 1942-től segédőr, 1946-ban allevéltárnok, 1946–49-ben osztályvezető, 1949–50-ben főigazgató-helyettes volt. 1942-ben a középkori román történelem tárgyköréből magántanárrá képesítették a budapesti tudományegyetemen, ahol 1945-től tanított. 1950-től az MTA Történettudományi Intézetének munkatársa, 1954 és 1957 között osztályvezetője. 1954-56-ban a Lenin Intézet magyar történeti tanszékének vezetője. 1957-től haláláig a budapesti tudományegyetem középkori magyar történeti tanszékének tanszékvezető egyetemi tanára, 1966–1969-ben a bölcsészettudományi kar dékánja. 1958 és 1970 között a Századok szerkesztőbizottságának elnöke, 1966 és 1968 között a Felsőoktatási Pedagógiai Kutatóközpont igazgatója volt. Élete végén súlyos alkoholizmussal küzdött.

## Kutatási területe
Kezdetben középkori román történelemmel és a középkori magyar-román kapcsolatokkal foglalkozott. Jelentős kutatásokat végzett Hunyadi és a Hunyadiak korának megismerése érdekében. Élete utolsó szakaszában főként a történettudomány elméleti kérdéseit vizsgálta.

## Díjak, elismerések
- Az MTA levelező tagja (1965)
- Az MTA rendes tagja (1973)

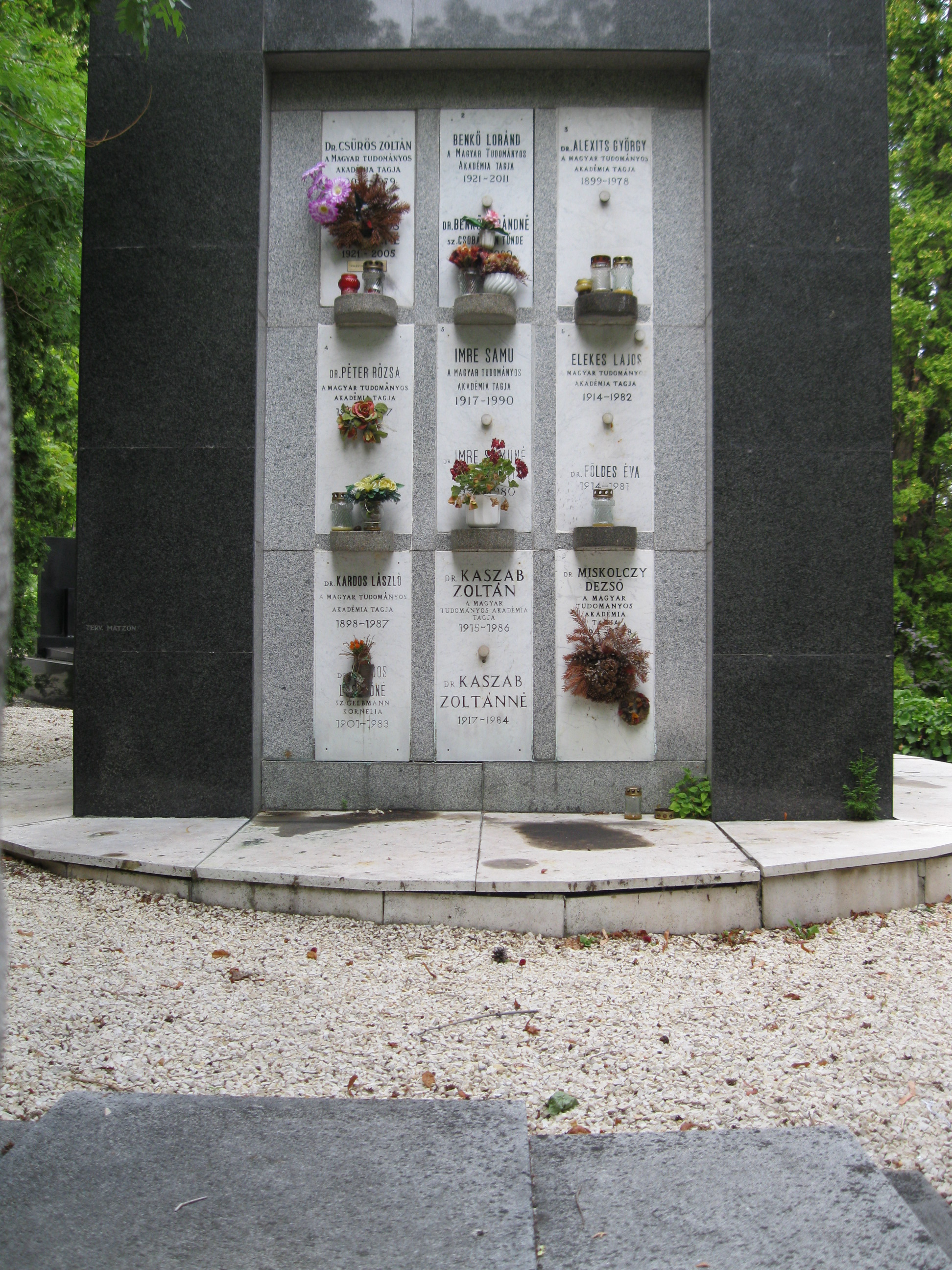
A Farkasréti temető Urnaháza. Itt található Elekes Lajos urnafülkéje is

- Kossuth-díj (1953) (Hunyadi János című monográfiájáért (Budapest, 1952).

## Főbb művei
- Nagy István moldvai vajda politikája és Mátyás király (Bp., 1937)
- A román történetírás válsága (Századok, 1940)
- A román fejlődés alapvetése (Századok, 1940; németül: Archivum Europae Centro-Orientalis, 1941)
- A Hunyadi-kérdés (Mátyás király Emlékkönyv, I, Bp., 1940)
- A magyar-román viszony a Hunyadiak korában (Mátyás király Emlékkönyv, I. Bp., 1940)
- A dinasztikus elv a román államfejlődésben (Századok, 1945-46)
- Hunyadi (Magyar Történelmi Társulat 1952. 509p)
- A délkeleteurópai népek összefogása a török hódítók ellen Hunyadi háborúiban (Bp., 1952)
- Mátyás és kora (Bp., 1956); Rendiség és központosítás a feudális államokban (Bp., 1962, 188p)
- A középkori magyar állam története megalapításától mohácsi bukásáig (Bp., 1964)
- Történelmi ismeret-szocialista tudat (Bp., 1968)
- Magyarország története, I. (egyetemi tankönyv, Léderer Emmával, Székely Györggyel, Bp., 1961)
- Korszerű műveltség, történelmi gondolkodás (Bp., 1969); A történelemfelfogása korunk polgári tudományában (Bp., 1975)

## Emlékezete
Sírja Budapesten található, a Farkasréti temető Urnaházában a 6-os számú urnafülke. 2004-től védett.